# 亞利桑那秋季聯盟
亞利桑那秋季聯盟（英語：Arizona Fall League，簡稱AFL）是一個由美國職業棒球大聯盟擁有和經營的淡季体育联盟。該聯盟主要是在美国亞利桑那州的秋季舉辦，在6個不同的棒球體育場舉行，目前亞利桑那秋季聯盟的球隊共有梅薩太陽能襪、鹽河船槳、斯科茨代爾蠍子、皮奧里亞西貒、瑟普賴斯巨人柱和格蘭岱爾荒漠犬6隊。

## 外部連結
- 官方網站